# La Lectura de El Mundo
La Lectura de El Mundo.

## Descripción
La Lectura es la revista cultural de El Mundo que ofrece cada semana las principales tendencias de la literatura, las artes y los escenarios y el cine, así como los debates más relevantes en el campo de la historia, la ciencia, la geopolítica o los cambios sociales. La publicación, dirigida por Maite Rico, pertenece al grupo de Unidad Editorial, que también controla otras cabeceras como Expansión, Marca y Telva.
Desde su creación el 14 de enero de 2022, La Lectura pretende convertirse en un punto de encuentro entre lectores, creadores y agentes culturales de España y América Latina. En cada edición se presenta una portada única que recoge la obra de artistas de renombre internacional. Entre sus secciones destacan Las Ideas, Los Libros, Las Miradas, Los Escenarios, Las Pantallas y Lengua.
La Lectura se entrega cada viernes junto a El Mundo en los puntos de venta, además de estar disponible en formato digital en la página web del periódico y el quiosco Orbyt. Narrativa, ensayo, poesía, artes visuales y escénicas, música y cine también se recogen en pódcast y vídeo.